# اللامنتمي (رواية)
اللامنتمي (بالإنجليزية: The Outsider) كتاب صدر عام 1956 للأديب البريطاني كولن ولسون، وهو من أكثر الأعمال جدلاً بين النقاد  بسبب أنه يعالج لأول مرة موضوعاً جديداً، هو موضوع نفسية الإنسان اللامنتمي، الإنسان الذي يعيش عزلة وقلقاً، والذي لا ينتمي لمبدأ أو حزب أو عقيدة، يقوم كولن ولسون بهذه المعالجة على ضوء دراسة واسعة لشخصية اللامنتمي  كما تتجلى في آثار كبار الأدباء العالميين والفلاسفة والفنانين. تصدّر الكتاب قائمة الكتب الأكثر مبيعًا  لسنواتٍ طويلة.

## خلفية وتداعيات الكتاب
كتب كولن ولسون في إحدى قاعات المطالعة بالمتحف البريطاني، عندما كان ينام على فراش متنقل في شارع هامبستيد هيث. كان ابناً لعامل في أحد المصانع الصغيرة، وكان قد ترك دراسته في السادسة عشرة، ونجح في التهرب من الخدمة العسكرية بحيلة صغيرة. مارس في شبابه مهناً غريبة ليتفرغ لقراءة كل ما كان ينشر في ذلك الوقت، ويواصل تسجيل ملاحظاته في سجل كبير استدان ثمنه من أحد الأصدقاء.
قال كولن ولسون عن إصدار هذا الكتاب: «قبل أن أنشر كتابي» اللامنتمي«، فكرت وقلت لنفسي ينبغي لهذا أن يعيد الأمور إلى نصابها ويعيدها إلى الحياة. ثم فجأة أصبحت في التلفزيون تحت الأضواء المركّزة، ألقى التشجيع لكي أتشاجر. أو في افتتاح معرض للفن، مع أحد اللوردات، ألقى التشجيع لكي أناديه باسمه المجرد. في حفلة يشير إليّ الضيوف باعتباري مثل الأعجوبة الطبيعية، أو يهاجمني ناقد، فما علاقة كل هذا بكتاب» اللامنتمي«؟. لقد كان شيء لا يصدق، وكان أكثر غباءً وجنونا من كل ما كان بوسعي أن أتخيله، ولم يكن على علاقة مطلقا بأي شيء أهتم به. كان استعراضا ساخرا فكاهيا للنجاح. في ذلك الصباح من يوم الأحد، حينما ظهرت أول عروض الكتاب، فكرت بيني وبين نفسي قائلا، إنني كسبت وفزت وأحرزت هدفي. ثم حينما مرت أسابيع الدعاية، تبينت كل ما فعلته عدا ذلك، تبينت أنني لم أحرز هدفي. وأإن المعركة قد انتقلت فحسب إلى جهة أخرى، وبدأت أكتشف حقيقة ما قاله سارتر من إن الجحيم هم الآخرون، وفي اليوم التالي ظهرت صحيفة» ديلي إكسبرس«بعنوان يقول: (كولن ولسن يعترف بأنه مخادع) ونقل عني أنني قلت: (إن اللامنتمي قد كتب بناء على قصد زائف تماماً)».
في سيرة كولن ولسون الصادرة تحت عنوان "الحلم من أجل هدف ما"، يقول ولسون إنه وضع مئة كتاب حتى الآن، "لكنني أعتقد أن كولن ولسون سوف يدخل التاريخ والذاكرة الأدبية تحت عنوان واحد، هو "اللامنتمي". الكتب الأخرى كانت تكراراً أو استفاضة لفكرة واحدة، وثقافة واحدة، برغم سعتها الهائلة. والحكم والهدف كانا واحداً لديه: أن يكتب.
في آخر حوار أجري مع كولن ولسون، بمناسبة مرور 50 عاما على صدور كتابه اللامنتمي، قال لمحررة النيويورك تايمز: «آمل العيش إلى أن أكمل 93 عامًا، السنّ التي رحل فيها كاتبي المفضل جورج برنارد شو».

## ملخص كتاب اللامنتمي
يبدأ الفصل الأول بمقولة لصاحب الكتاب كولن ولسون: «اللامنتمي هو مشكلة اجتماعية، إنه الرجل الموجود في الحفرة»، يُحلل ويلسون هذه الشخصية الوجودية، فاللامنتمي يدرك ما تقوم عليه الإنسانية من أساس ضعيف، وهو ليس شخصاً مختل عقلياً، لكنه يتمتع بحساسية أكثر من المتفائلين أصحاب العقول؛ والحرية هي المشكلة العويصة عنده. يقول ولسون: «اللامنتمي يميل إلى التعبير عن نفسه من حيث الوجودية، إنه لا يهتم بشدة بالتمييز بين الجسد والروح، أو الإنسان والطبيعة، فهذه الأفكار تنتج التفكير اللاهوتي والفلسفة، فهو يرفض كليهما، بالنسبة إليه فإن التمييز الوحيد المهم هو بين الوجود والعدم».
العالم عند اللامنتمي هو عالم معقول فوضوي، وليس منظماً جوهرياً، وهذه هي النظرة التي تجعله أكثر عمقاً في فهم الواقع من الآخرين الذين ينشغلون دائماً بتفاصيل الحياة اليومية، كما أن اللامنتمي يواجه الفوضى والاضطراب ويعترف بحقيقتها رغم كل شيء، وهذا موقف مهم في إمكانية عملية الإصلاح، لكن يبعث فيه شعوراً كئيباً، لأنه ملتزم بقول الحقيقة دون مواربة. يريد اللامنتمي أن يكون حراً بالمعنى الروحي العميق، فالحرية عنده مقترنة بالدين لا بالعقل، فالعاقل الذي يمارس الحرية السياسية ليس حراً روحياً. ولذلك فإن الحل الذي يسعى إليه اللامنتمي لمشكلة الحرية يجده في الدين فقط، حيث إن جوهر الدين هو الحرية، ويتصور أن المشكلات الأخرى لا يقدم لها الدين أجوبة.
يقول ولسون: «جَوّ الوجودي اللامنتمي غير صحي للتنفس، هناك شيء ما من الغثيان المعادي للحياة، حَولهُ هؤلاء الرجال الذين يبقون في غرفهم بلا دافع، يبدو لأنه لا يوجد سبب لفعل أي شيء آخر، إنه في الأساس عالم البالغين، الذي هو من دون قيّم. أمَّا عالم الطفل فهو أنظف تماماً، إنه هواء الأذواق المتوقعة في متجر كبير بوقت أعياد الميلاد، إنه عالم جديد. بالنسبة إلى الروح العليلة، والرجل اللامنتمي، فإن هذا (العالم الجديد) ينتج عنه شعور بالخوف؛ إنه رمز للحضارة الآلية (المادية)، التي تعمل كأخاديد أسطوانة جهاز الموسيقى بعزف مقدّمة الحرية».
استعرض ولسون أفكار: نيتشه ودستويفسكي وسارتر وهمنغواي وكافكا ووليم جيمس وغيرهم، وأفكار شخصيات مؤلفاتهم أيضا وانتقدهم مهتماً بالجوانب النفسية والأدبية أكثر من علوم العقل والمنطق، وكان أسلوبه يتميز بالتعبير الأدبي الجيد.
تناول ولسون قضية الوجود والعدم، حيث كتب عن بطل باربوس الذي يرى أن الموت هو أهم الأفكار كلها، وآرثر شوبنهاور الذي يعتقد أن الحرية لا تتعلق بما تفعل وتريد، بل إنها قوة الإرادة، التي تظهر في أي ظرف يحدد الإنسان، ويبعث الحياة في إرادته، ويقول شوبنهاور: «الشيء في ذاته يدل على وجوده الذي يستقل به عن إدراكنا، حيث يكون في الواقع. بالنسبة إلى ديموقريطس كانت هي المادة، وهذا هو المبدأ الأساسي الذي استمر إلى وقت جون لوك، ثم جعلها عمانويل كانت مجهولة. وبالنسبة إلي فإنها الإرادة».
يقول ويلسون: «أنا أعتقد بأن الفلاسفة أمثال» إيمانويل كانت«قد أثروا بأسوأ الإمكانات على الفلسفة الغربية»، مفسراً أن محور اللامنتمي نفسي يتعلق بالشعور والأحاسيس والوجدان والعاطفة، بينما محور الفلاسفة إيمانويل كانت وفخته وشلنغ وهيغل ذاتي يعتمد على العقل والمنطق والفلسفة. فالمشكلة ند ولسن في شخص اللامنتمي، هي مشكلة «الإدراك النفسي» للفرد، وإنه إدراك لا يحدث نتيجة الرضوخ لنظام المعيشة الرتيب، لأنه استسلام نابع من الخوف، وأن الخوف لا يؤدي إلى الحرية، بل يجب مواجهة الفوضى، والسقوط في هذه الفوضى أمر ضروري من أجل النهوض مرة أخرى. فبعد هذا النهوض يستطيع الإنسان أن يحصل على نظام المعيشة المطلوب.
كتب ولسن: «مشكلة اللامنتمي هي أساساً مشكلة العيش، فالكتابة عنها بمصطلحات الأدب هو تزييف لها. إن تحليلات المؤلفين هي ضرورية إلى حد ما، فعمل الكاتب هو تعبير ذاتي قد يساعدنا على تعريف علمي واضح لمشكلات اللامنتمي. إلا أن هؤلاء الرجال: باربوس، سارتر، همنغواي وحتى هيس لم يكونوا مهتمين وثابتين تجاه اللامنتمي، وإن القياس في عدم اكتراثهم يكمن في تجاوزهم إلى موضوعات أخرى. إن الكاتب يمتلك فطرة تجعله يختار المادة التي بها يضع أفضل عرض على الورقة، وعندما يخفق أو يجد صعوبة في ذلك، ينتقل صوب منعطف جديد ... اللامنتمي ليس متأكداً مَنْ يكون؟ لقد وجد (الأنا)، لكنها ليست هي حقيقته، فأغلب عمله هو لإيجاد عودة إلى ذاته، وهذه ليست هينة. في الواقع، وعلى وجه الدقة، نحن لم نمسّ المشكلة حتى الآن، نحن فقط قد حلّلنا (ضياع) اللامنتمي، حتى أن (المحاولة في تحصيل السيطرة) كانت فاشلة، لأنها وفّرت فراسة أكثر تجاه عمل الساعة المعقدة لدى اللامنتمي فحسب».

## مقتطفات من الرواية
"على سطح الترام، في الهواء الطلق، تجلس فتاة، ترتفع أذيال ثوبها قليلاً، إلا أن توقفا في حركة المرور يفصلني عنها، فيبتعد الترام شيئاً فشيئاً مختفياً وكأنه كابوس. الشارع مملوء بالأثواب المتأرجحة المنطلقة في الاتجاهين والتي تعلن عن نفسها بمرح والأذيال ترتفع، الأذيال التي ترتفع ولا ترتفع.
إني أرى نفسي في المرآة الطويلة الضيقة المعلقة في واجهة ذلك المحل، قادماً يلوح علي الشحوب والنعاس، لست أريد امرأة واحدة، أنني أريد النساء جميعاً. أني أبحث عنهن بين من حولي من النساء واحدة بعد الأخرى"،  
هذه السطور من قصة هنري باربوس «الجحيم» تدلنا على مظاهر معينة من اللامنتمي. فبطله يسير على شارع من شوارع باريس، تفصله الرغبات المشتعلة فيه عن غيره من الناس بحدة، وان الحاجة التي يحسها في نفسه للنساء ليست حيوانية تماماً، فهو يستمر قائلا: «لم أستطع المقاومة، فتبعت دوافعي بصورة عرضية، تبعت امرأة كانت ترقبني من زاويتها ثم سرنا جنباً إلى جنب، وقلنا بعض الكلمات، وأخذتني معها إلى بيتها، ومر» المشهد المعروف«، مر وكأنه سقوط عنيف مفاجئ. ورأيت نفسي على الرصيف ثانية، لا أشعر بالطمأنينة التي كنت أمني نفسي بها، وإنما أحس باضطراب مربك. كنت وكأنني لا أرى الأشياء على حقيقتها. كنت أرى أكثر من اللازم وأعمق من اللازم». ويظل البطل بلا اسم خلال صفحات الكتاب، أنه الرجل اللامسمى الذي يعيش خارجاً. يأتي إلى باريس من الريف ويجد وظيفة في أحد البنوك وغرفة لدى إحدى الأسر. ويجلس في غرفته وحيدا متأملاً، وليس لدى هذا الرجل شيء من النبوغ، لا غاية حققها، لا مشاعر ذات قيمة ليمنحها: «لا أملك شيئاً ولا أستحق شيئاً وبالرغم من ذلك؛ أشعر بالحاجة إلى تعويض». وهو لا يكترث للدين أما البحث الفلسفي فإنه يلوح عديم المعنى. «لا شيء يمكن اختباره لا شيء ممكن تنويعه. أما الحقيقة  فيا ترى ماذا يعنون بها ؟». وتنطلق أفكاره بصورة غامضة عن حب قديم، وما فيه من ملاذ جسدية؛ إلى الموت .. «الموت أهم الأفكار إطلاقاً»، ثم يعود إلى مشاكله اليومية «يجب أن أكسب مالا» وفجأة يرى ضوءاً منعكساً على الجدار. إنه منبعث من الغرفة التالية. ويقف على الفراش ويراقب الغرفة التالية: «إنني أنظر وأرى الغرفة التالية تدعوني إلى عريها»، وهكذا تبدأ القصة، فهو يقف على الفراش كل يوم ويراقب الحياة الدائرة في الغرفة التالية من ثقب في الجدار. ويظل على تلك الحال شهراً كاملاً، يراقب من مكانه الجانبي مكانه المتسلط. كانت مغامرته الأولى هي أن يراقب امرأة كانت قد شغلت تلك الغرفة لتقضى فيها الليل، وكان يلتهب ويحتدم بينه وبين نفسه كلما رآها تتعرى. إن هذه الصفحات تتميز بالإثارة المتعمدة المتهم بها كتاب فرنسا بعد الحرب حيث يستطيع كيدو روجيرو أن يكتب قائلاً: «تعالج الوجودية الحياة كما تعالجها قصة».

## نقد وتعليقات
كتب بكر هزال في صحيفة الرياض في 10 مايو 2020: «تحليله منطقياً راقياً رغم أنه سارتري النزعة الوجودية ولدى كولن ولسن كتب أخرى مثل ما بعد المنتمي وغيرها من الكتب سببت شهرته أمام كبار المؤلفين في ذلك الزمن في الواقع أعجبني هذا الكتاب لأنه يعالج لأول مرة موضوعاً جديداً».
كتب فيل بيكر مقالة في "ملحق التايمز الأدبي" في 17 فبراير 2017: "إن ولسون حفر قبره بيده حين راح يصدر أحكاما طائشة غير مسؤولة من قبيل قوله إن شكسبير أيقونة الأدب الإنجليزي "كان ذو عقل من الدرجة الثانية بصورة مطلقة مثل روائية أنثى" (في ضربة واحدة أغضب النقاد والنساء). وقال عن صموئيل بكيت وهو أعظم كتاب المسرح الإنجليزي في فترة ما بعد الحرب العالمية الثانية: "أي ترهات! هذا الأيرلندي الغبي الذي يتجول قائلا إن الحياة ليست جديرة بأن نحياها؟"، ونصب نفسه حكماً على فلسفات مفكرين ونقاد كبار مثل سارتر الوجودي ودريدا التفكيكي ورولان بارت السميوطيقي (علم العلامات). أضف إلى ذلك غروره المسرف فحين نشر يومياته في جريدة "ذا ديلي ميل" قال: "إني العبقرية الأدبية الكبرى في قرننا العشرين". ولم يتغير رأيه في نفسه بعد ذلك فبعد أربعة عقود قال في مقابلة أجريت معه: "يبدو أنه بعد خمسمائة سنة سيقولون: (لقد كان ولسون عبقريا) ذلك أني كنت نقطة تحول في التاريخ الذهني".
كتب إدريس سالم على موقع رووداو في 8 أبريل 2020: «يقدّم تحليلاً سيكولوجياً نفسياً اجتماعياً مفصّلاً، وبلغة نافذة محكمة ليست لها مثيلاً في عالم الأدب. يقارن أساليب الكتّاب وموضوعات كتبهم ودلالاتها ورموزها مع كتّاب آخرين، فلم يكفه ذهنه لمواجهة ما هو مستترا لدى أولئك الكتّاب اللامنتميين، فواجهها فيلسوفاً وبأسلحة فلسفية، بلغة النقد، وتنظيم الأفكار في مقاطع وفصول ... اللامنتمي هي أن ترى ما لم يره الآخرون، أيّ (اللامنتمي) يرى أكثر ممّا يراه الناس العاديون. كان يعاني من تراجيديا الانفصال بين المثالية والواقعية. هو لا شيء ولا يستحقّ شيئاً، وهذا لا يعني بأنه عدميّ - عبثيّ؛ بل هو إنسان يبحث عن الحقيقة، وأن كلّ ما في الوجود يصادر هذه الحقيقة، أو ربّما يطمرها تحت اعتبارات حياتية فارغة وزائلة: (المال، النظام، العائلة، المجتمع، العاطفة، التكنولوجيا)».
كتبت رانيا منير على موقع رفي: "يلخص ولسون ما توصل إليه حتى الصفحة 245 من بحثه هذا فيقول: "دعنا إذن نلخص ما توصلنا إليه: (1) يريد اللامنتمي أن يكف عن كونه لا منتمياً (2) إنه يريد أن يكون متعادلاً (3) إنه يريد أن يحصل على إدراك حسي حر (4) يريد أيضاً أن يفهم الروح الروح الإنسانية وأعمالها (5) يريد أن ينجو من التفاهة إلى الأبد، وأن تتملكه "إرادة القوة" من أجل حياة أكثر وفرة (6) وفوق كل شيء فإنه يريد أن يعرف كيف يعبر عن ذاته، لأنه يستطيع بواسطة ذلك فقط أن يعرف نفسه وإمكانياته المجهولة (7) إن كل مأساة لا انتمائية درسناها حتى الآن لم تتعد مأساة التعبير الذاتي".
كتب موقع الترا صوت في 18 ديسمبر 2020: «يستعرض كولن ولسون وجوه هذه المشكلة كما يرصدها في أعمال أدبية وفنية مختلفة، محاولًا إيجاد ما يربطها ببعضها البعض أولًا، والانطلاق فيما بعد مما يستنتجه من عملية الربط والمقارنة هذه، باتجاه إضاءة هذه المشكلة الاجتماعية بما يكفي لتكون واضحة ومفصلة أيضًا للقراء والنقاد معًا، باعتبارها مشكلة أساسية من مشاكل عصرنا، يميل من يعاني بها إلى التعبير عن نفسه بمصطلحات وجودية، ولا يهمه التمييز بين الروح والجسد، أو الإنسان والطبيعة، إذ إن التمييز الوحيد الذي يعنيه هو بين الوجود والعدم فقط».
كتب علي حسن الفواز على موقع ملاحق المدى في أول أبريل 2011: «ربما كان سر اللامنتمي عند كولن ولسن يكمن في لعنة (ألبير كامو) هذا المغامر والمشاكس والمنحرف، والذي أوهمه كثيرا بأن البطولة تكمن في تعاليات التمرد والنفور واللاوجودي، والإحساس الغرائبي باللامبالاة إزاء الآخرين، حتى قيل إن كتاب (اللامنتمي) الذي كتبه كولن ولسن عام 1956 هو الوجه الإنجليزي لكتاب ألبير كامو (الغريب) أي أن هناك تماثلا افتراضيا بين الكائن اللامنتمي والكائن الغريب، لأن كليهما يسعيان لتحقيق فكرة (الرغبة) التي هي جوهر الحرية، كما أنهما يضعان الإنسان صاحب هذه الرغبة/الحرية عند حافة القلق، والإحساس بأن العالم أكثر اقترابا من العدم الذي يمثل الذروة أو الموت، ربما أن عدم كامو كان عدما وجوديا خالصا، فيه الكثير من الفلسفة والإحساس المتعالي بحرية الفرد، والتمرد على النسق الأخلاقي للوجود، لكن عدم كولن ولسن هو عدم أقل فلسفة وأكثر هشاشة، هو الأكثر تماهيا مع النموذج الفرويدي في اضطراباته النفسية والجنسية، حيث اللغة /الاعتراف/ الكشف تكون هي نصه التعويضي الايهامي والاستغراقي، لكن ما يجمعهما في هذا السياق هو الرغبة والتمرد، واللامكوث، والإحساس بعبثية الوجود».
كتب موقع الخليج في 24 مارس 2018: "يبين أن الوجودية قد انحرفت عن طريقها الحقيقي، الذاتية، وأن بعض الفلاسفة الوجوديين حاولوا إلباس تعصبهم وفشلهم الشخصي لغة مؤثرة ومجردة ولا معقولة، فأغرقوا في تعقيد الأمور، وهنا يقول ولسون، إن هذا "جعلني أشعر بأن مقاومتي للمشكلة الرئيسية مع إصراري العنيف على الذاتية ما هو إلا مساهمة متواضعة، لكنها جديرة بالاهتمام في التفكير الوجودي".
كتب عماد الدين الجبوري على موقع إندبندنت عربية في 13 يونيو 2019: «حاول ولسن أن يحطم العادات القديمة ويزيحها عن أرضية الواقع الاجتماعي الغربي. ولقد رأى بعض الناقدين والدارسين، أن ولسن يقوم بعمل تدميري منتظم لبنية الحضارة الغربية. بيد أن ولسن قد وظّف بعض الأفكار والنظريات لمؤرخين ومفكرين غربيين أمثال: باسكال وكيركيجار ووايتهيد وبرنارد شو وآخرين غيرهم من الذين كانوا ضد المذهب المادي في العالم الغربي».
كتب الدكتور ماهر شفيق فريد في صحيفة الشرق الأوسط في أول أغسطس 2019: "نظر النقاد الأكاديميين منذ البداية إلى ولسون على أنه هاو لا محترف ... وفي مناسبة مرور ستين عاما على صدور «اللامنتمي» أصدرت دار النشر الأميركية تار شربريجي خلال 2016 كتاباً في أربعمائة صفحة عنوانه "ما وراء الإنسان الآلي: حياة كولن ولسون وأعماله" من تأليف جاري لاشمان ... «اللامنتمي» يظل ذا قيمة باقية لأنه وضع إصبعه على الأعصاب العارية لتوترات عصرنا وفتح أعين جيل من الشباب (والكبار أيضا) على الأزمات الوجودية والذهنية والروحية التي اعتصرت مفكرين وأدباء مثل نتشه وكركجارد وبرد يائف وكافكا وهرمان هسه وسارتر وكامو. «اللامنتمي» هو الكتاب الوحيد الذي يستحق أن يبقى من ولسون. أما سائر كتبه النقدية والفلسفية فلا تصمد لأي بحث فكري جاد ورواياته لا تعدو أن تكون أعمالا مسلية و"ثمرة عقل من الدرجة الثانية بصورة مطلقة".
هاجم معاذ بني عامر كتاب «اللامنتمي» من خلال ملتقى شرفات الثقافي (مقره في مدينة إربد الأردنية) حيث قال: «في عالَم اللاانتماء – العالَم الذي يرتكن إليه لامنتمي كولن ولسون- تأريخ للفظاعة الوجودية للإنسان المُنْتهَك، المُباح أمام الآلة الشيطانية للحضارة الحديثة، فقد عجزت – في غمرة انغماسها في ملذة الانفصال عن الماوراء- عن إيقاف دفقية الرصاص القاتل، وآن الأوان لللامنتمي –كَحَلٍّ أخير- أن ينتحر، إنْ لم يكن واقعاً، فخيالاً، فالمقولات الوجودية الأساسية تتصادم بشكل عنيف داخل جمجمته».

## وصلات خارجية
https://www.asjp.cerist.dz/en/article/34545 اللامنتمي (رواية)
https://www.goodreads.com/author/quotes/2935951._ اللامنتمي (رواية)
https://www.youtube.com/watch?v=U9luuYmHKrg اللامنتمي (رواية)
https://www.youtube.com/watch?v=-X1p5xZzq7w اللامنتمي (رواية)